# Dietrich IV. (Lausitz)
Dietrich III. (IV.), genannt auch Diezmann (* um 1260; † wahrscheinlich am 10. Dezember 1307 in Leipzig) aus dem Geschlecht der Wettiner, war von 1291 bis 1303 als Dietrich IV. Markgraf der Lausitz, zudem ab 1291 Markgraf im Osterland und ab 1298 als Dietrich (I.) Landgraf von Thüringen.

## Leben

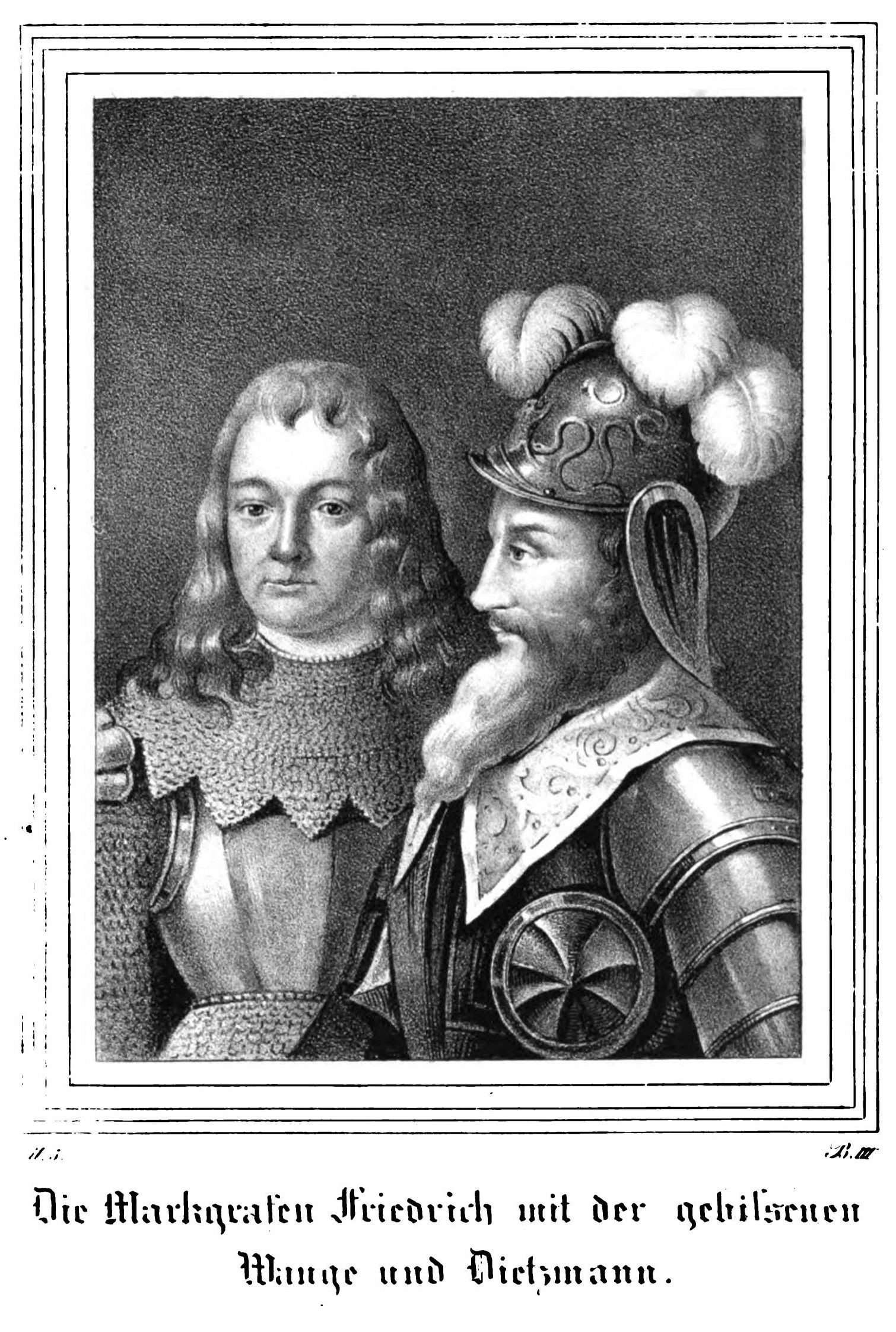
Dietrich und sein älterer Bruder Friedrich der Gebissene in einer Fantasiedarstellung der Biedermeierzeit

Dietrich wurde um 1260 als dritter Sohn Albrechts des Entarteten und der Margaretha von Staufen, Tochter des Kaisers Friedrich II., geboren.
Nachdem Dietrichs Mutter 1270 infolge der Zuneigung ihres Gatten zu Kunigunde von Eisenberg von der Wartburg geflohen war, wurden Dietrich und sein älterer Bruder Friedrich der Freidige am Hofe des Onkels, des Markgrafen Dietrich von Landsberg, erzogen. Als die Brüder herangewachsen waren, bekriegten sie gemeinsam mit ihrem Bruder Heinrich den Vater, weil dieser den mit Kunigunde gezeugten Sohn Apitz (Albrecht) begünstigte, indem er ihm die Landgrafschaft Thüringen vererben wollte.
Dietrich gelangte zunächst in den Besitz des Pleißenlandes, erhielt nach Heinrichs des Erlauchten Tod im Jahre 1288 die Mark Lausitz und nach dem Tode Friedrich Tutas im Jahre 1291 das Osterland.
Im Jahre 1301 verkaufte ihm der Magdeburger Erzbischof Burchard II. von Blankenburg wiederkäuflich die Schlösser Droissig und Burgwerben für 2.000 Mark Stendalisches Silber, die später nicht eingelöst wurden. Auch Burg und Stadt Spremberg wurden veräußert.
1303 verkaufte Dietrich den westlichen Teil der Mark Lausitz an den brandenburgischen Markgrafen Otto IV.
Durch den römisch-deutschen König Adolf von Nassau seines Erbes beraubt, gewann er es nach dessen Sturz zurück. Als König Albrecht I. mit einem großen Heer in das Osterland einfiel, brachten ihm Dietrich und Friedrich an der Spitze bewaffneter Bürger und Bauern sowie Braunschweiger Reiterhaufen in der Schlacht bei Lucka am 31. Mai 1307 eine vollständige Niederlage bei.
Dietrich starb wahrscheinlich am 10. Dezember 1307 in Leipzig, möglicherweise nach einem Attentat. Nach einer späteren unsicheren Überlieferung soll er am 24. oder 25. Dezember 1307 während der Christmette von einem Grafen Philipp von Nassau in der Leipziger Thomaskirche ermordet worden sein. Seine Beisetzung wäre im Paulinerkloster erfolgt.

## Familie
Aus seiner Ehe mit Jutta, Tochter des Grafen Berthold VIII. von Henneberg aus dem Geschlecht der Henneberg, die er um 1295 geheiratet hatte, gingen vermutlich keine erbberechtigten Kinder hervor.